# Chaetocladium
Chaetocladium Fresen. – rodzaj grzybów z rzędu pleśniakowców (Mucorales). Należą do niego dwa gatunki, obydwa występują w Polsce.

## Charakterystyka
Grzyby mikroskopijne. Na sporangioforach tworzą jednozarodnikowe zarodnie z oddzielnymi ścianami zarodników i sporangioli. Zarodnie mają krążkowaty pęcherzyk i osadzone są na wyrastających z pęcherzyka szypułkach, mogą też być mniej lub bardziej siedzące. Szypułki te tworzą się parami lub z tego samego punktu wychodzą trzy gałązki i często kończą się sterylnym trzonem. Zygospory przeciwstawnie na wieszadełkach (zygoforach), które są mniej więcej równe lub heterogamiczne.
Obydwa gatunki są fakultatywnymi pasożytami innych pleśniakowców (Mucorales). Powodują tworzenie się na nich galasów. Można je łatwo hodować. W laboratorium najlepiej rosną w temperaturze poniżej 20 °C; zygospory powstają w temperaturze poniżej 20 °C.

## Systematyka
Pozycja w klasyfikacji według Index Fungorum
Mucoraceae, Mucorales, Incertae sedis, Mucoromycetes, Mucoromycotina, Mucoromycota, Fungi.
Gatunki
- Chaetocladium brefeldii Tiegh. & G. Le Monn. 1873,
- Chaetocladium jonesiae (Berk. & Broome) Fresen. 1863

Wykaz gatunków i nazwy naukowe na podstawie Index Fungorum.